# Peter Pellegrini
Peter Pellegrini (n. 6 octombrie 1975, Banská Bystrica, RS Slovacă, Cehoslovacia) este un economist și om politic slovac. A fost prim-ministru al Slovaciei în perioada 2018-2020, ocupând în paralel și funcția de ministru al Sănătății, din decembrie 2019 până în martie 2020. Anterior, a fost vicepremier (2016-2018) și ministru al Educației (2014) în guvernul condus de Robert Fico. A fost președintele Consiliului Național Slovac în perioada 2014-2016. 
Pellegrini a fost membru al partidului Direcția - Social Democrația din anul 2000 până în anul 2020, fondând ulterior partidul Vocea - Social Democrația.
La 6 aprilie 2024 Peter Pellegrini a câștigat alegerile prezidențiale din Slovacia.
Străbunicul lui Pellegrini a fost italian.